# Superchick
Superchick (ehemals Superchic[k]) ist eine US-amerikanische christliche Band aus Chicago. Ihre Musik umfasst ein weites Spektrum an Genres, wie Punk, Rock, Rap oder R ’n’ B.

## Geschichte
Superchic[k] hatten 1999 als Vorband von Audio Adrenaline vor 5.000 Zuschauern ihren Debütauftritt, dem weitere Live-Events im gleichen Jahr folgten. Im Jahr 2000 veröffentlichten sie ihr erstes Album im Eigenvertrieb. Später unterzeichnete die Band einen Plattenvertrag mit dem Label Inpop Records, welches ihr Album – nun um drei Remixe ergänzt – erneut veröffentlichte („Karaoke Superstars“). In den folgenden Jahren fand ihre Musik in diversen Filmen und Fernsehsendungen Verwendung und erfuhr sowohl in christlichen, als auch in Mainstream-Medien positive Kritiken.

## Bandmitglieder

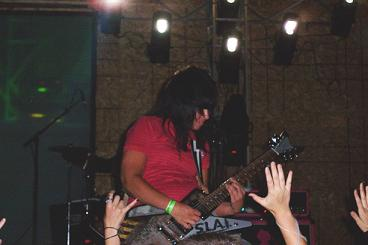
Melissa Brock, 2006

### Aktuelle Mitglieder
- Max Hsu (Keyboard und Songwriter), ehemals Mitglied der christlichen Band Church of Rhythm.
- Tricia Brock (Gesang)
- Melissa Brock (Rhythmusgitarre, Gesang)
- Matt Dally (E-Bass, Raps, Synthesizer)
- Dave Ghazarian (Sologitarre), ehemals Mitglied von Church Of Rhythm.
- Brandon Estelle (Schlagzeug), Bruder von Lester Estelle Jr., dem Schlagzeuger von Pillar.

### Ehemalige Mitglieder
- Brian Fitch (Schlagzeug)
- Justin Sharbono (Gitarre)
- Andy Vegas (Schlagzeug)
- Dave Clo (E-Bass, Akustikgitarre)
- Ben Dally (Schlagzeug)

## Diskografie

### Studioalben
| Jahr | Titel                | Höchstplatzierung, Gesamtwochen, AuszeichnungChartplatzierungen (Jahr, Titel, Platzierungen, Wochen, Auszeichnungen, Anmerkungen) | Höchstplatzierung, Gesamtwochen, AuszeichnungChartplatzierungen (Jahr, Titel, Platzierungen, Wochen, Auszeichnungen, Anmerkungen) | Anmerkungen                                                                     |
| Jahr | Titel                | US | Christ | Anmerkungen                                                                     |
| ---- | -------------------- | --- | --- | ------------------------------------------------------------------------------- |
| 2001 | Karaoke Superstars   | — | — | Erstveröffentlichung: 22. Mai 2001                                              |
| 2002 | Last One Picked      | — | Christ19 (5 Wo.)Christ | Erstveröffentlichung: 8. Oktober 2002                                           |
| 2005 | Beauty from Pain     | US126 (1 Wo.)US | Christ6 (54 Wo.)Christ | Erstveröffentlichung: 29. März 2005                                             |
| 2006 | Beauty from Pain 1.1 | — | Christ1 (13 Wo.)Christ | Erstveröffentlichung: 18. Juli 2006 Wiederveröffentlichung von Beauty from Pain |
| 2008 | Rock What You Got    | US65 (2 Wo.)US | Christ2 (22 Wo.)Christ | Erstveröffentlichung: 24. Juni 2008                                             |

### Kompilationen
- 2013: Recollection

### Remixalben
| Jahr | Titel       | Höchstplatzierung, Gesamtwochen, AuszeichnungChartsChartplatzierungen (Jahr, Titel, Platzierungen, Wochen, Auszeichnungen, Anmerkungen) | Anmerkungen                          |
| Jahr | Titel       | Christ | Anmerkungen                          |
| ---- | ----------- | --- | ------------------------------------ |
| 2010 | Reinvention | Christ18 (3 Wo.)Christ | Erstveröffentlichung: 20. April 2010 |

### Extended Plays
| Jahr | Titel        | Höchstplatzierung, Gesamtwochen, AuszeichnungChartsChartplatzierungen (Jahr, Titel, Platzierungen, Wochen, Auszeichnungen, Anmerkungen) | Anmerkungen                            |
| Jahr | Titel        | Christ | Anmerkungen                            |
| ---- | ------------ | --- | -------------------------------------- |
| 2003 | Regeneration | Christ33 (1 Wo.)Christ | Erstveröffentlichung: 21. Oktober 2003 |

### Singles
| Jahr | Titel Album                            | Höchstplatzierung, Gesamtwochen, AuszeichnungChartsChartplatzierungen (Jahr, Titel, Album, Platzierungen, Wochen, Auszeichnungen, Anmerkungen) | Anmerkungen |
| Jahr | Titel Album                            | Christ | Anmerkungen |
| ---- | -------------------------------------- | --- | ----------- |
| 2005 | Pure Beauty from Pain                  | Christ21 (23 Wo.)Christ |             |
| 2005 | We Live Beauty from Pain               | Christ6 (20 Wo.)Christ |             |
| 2006 | Stand in the Rain Beauty from Pain 1.1 | Christ2 (23 Wo.)Christ |             |
| 2008 | Hold Rock What You Got                 | Christ28 (4 Wo.)Christ |             |
| 2011 | Still Here Reinvention                 | Christ46 (5 Wo.)Christ |             |

Weitere Singles
- 2001: Barlow Girls
- 2002: Big Star Machine
- 2002: So Bright (Stand Up)
- 2003: Hero
- 2003: Me Against the World
- 2006: Anthem
- 2006 It’s On
- 2008: Hey Hey
- 2009: Cross the Line
- 2010: Rock What You Got
- 2013: Five Minutes at a Time

## Verwendung in Film und Fernsehen
- 2006 wurde It's On vom Album Beauty From Pain für den Soundtrack von Zoom und den Nancy Drew-Trailer genutzt.
- We Live wurde im gleichen Jahr als Titelsong für die ABC-Serie Brothers & Sisters verwendet.
- Get Up war Teil des Soundtracks des Disney-Films Die Eisprinzessin und wurde unter anderem in Holiday in the Sun und Bring It On: In It to Win It verwendet.
- One Girl Revolution erlangte als Filmmusik für Natürlich blond Bekanntheit und wurde außerdem in den Filmen Cadet Kelly und Holiday in the Sun genutzt.
- Der Song Pure wurde im Film Re-Animated verwendet.
- Not Done Yet war im Film Holiday in the Sun zu hören.
- Big Star machine fand in der Fernseh-Serie So Little Time Verwendung.
- Courage wurde in der 1. Staffel von Gossip Girl verwendet
- Still Here (Folge 14) und Cross The Line (Folge 17) wurden in der 2. Staffel von Make It or Break It verwendet.
- This is the Time wurde 2014 im Film God's Not Dead verwendet.